# Igor Glek

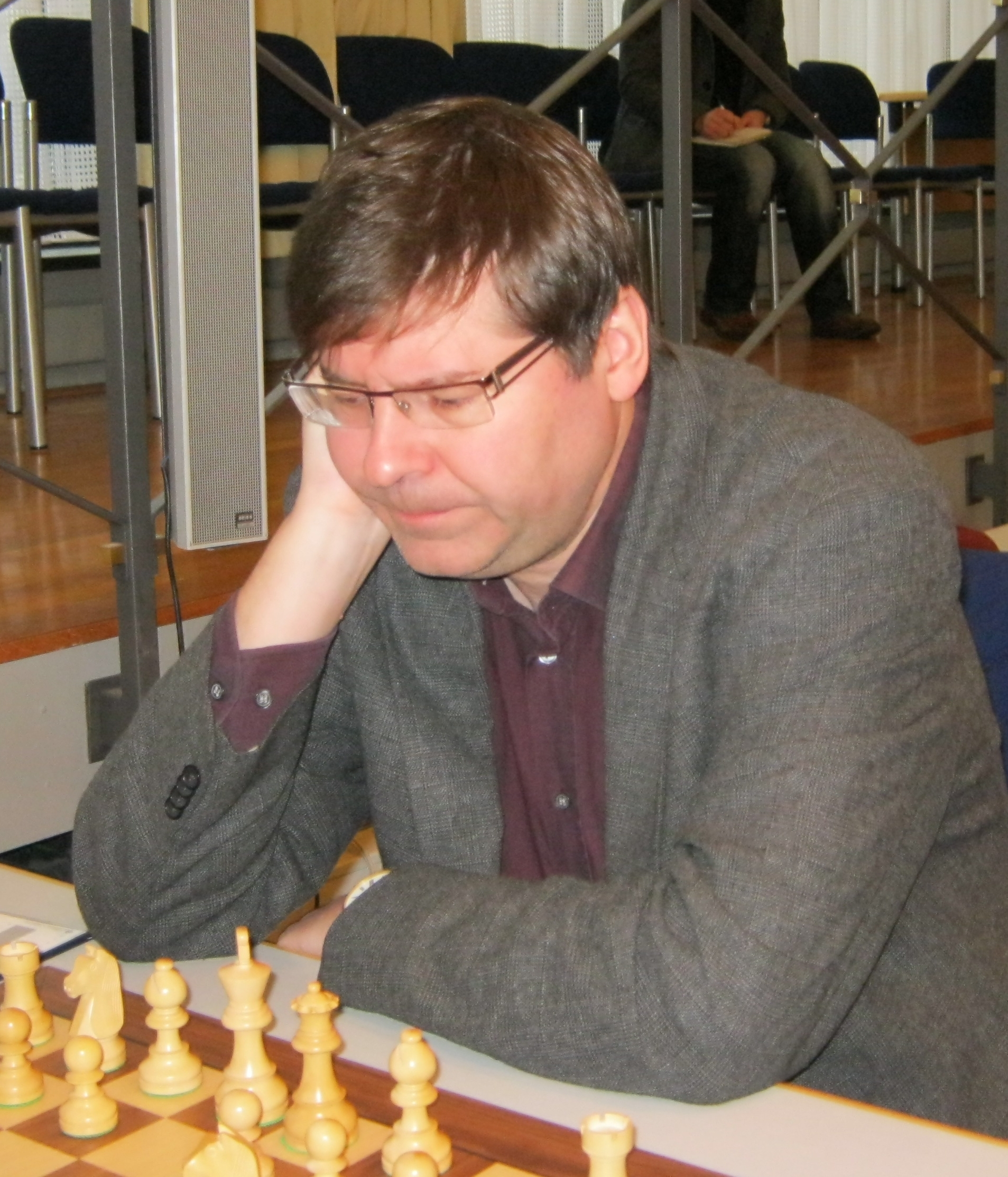
Igor Glek in 2010

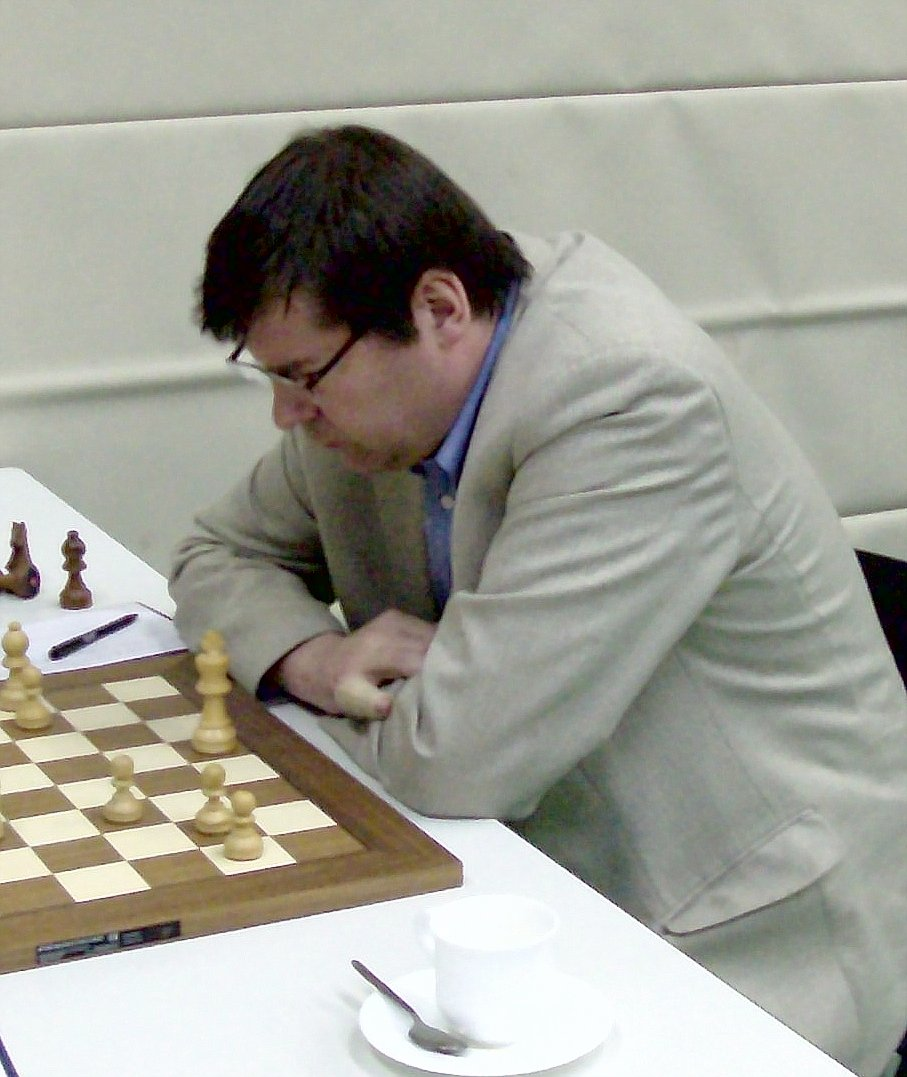
Igor Glek in 2008 (foto Ard van Beek)

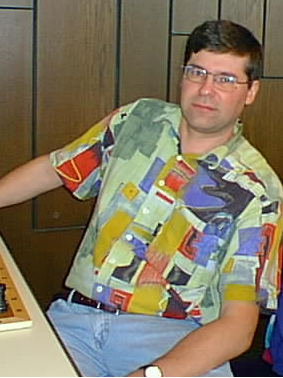
Igor Glek bij de Dortmunder Schachtagen in 1998

Igor Vladimirovitsj Glek (Russisch: Игорь Владимирович Глек) (Moskou, 7 november 1961) is een van oorsprong Russische schaker die sinds 1994 in Duitsland woonde en voor dat land uitkwam. Sinds mei 2022 komt hij uit voor België. Hij is sinds 1990 een FIDE-grootmeester (GM). Ook is hij trainer, schrijver en schaaktheoreticus. 

## Beginjaren
Igor Glek, geboren in Moskou, studeerde in 1983 af als economisch ingenieur aan de Universiteit van Moskou. Tot 1986 werkte hij als econoom. Daarna was hij twee jaar in militaire dienst bij het Sovjet-leger. Sinds 1989 is hij professioneel schaker. 

## Resultaten
- In 1989 werd hij bij het Berliner Sommer-toernooi gedeeld tweede na Viktor Gavrikov.
- In 1990 won hij het World Open toernooi in Philadelphia.
- In 1990 kreeg hij de grootmeestertitel.

In 1994 emigreerde hij naar Essen, Duitsland. 
- In 1994 won hij het Open Kampioenschap van Utrecht.[1]
- In 1996 eindigde hij als eerste in het Open Snelschaak-kampioenschap van de Zaanstreek.
- In juli 1996 was zijn Elo-rating 2670, waarmee hij nummer 12 was op de FIDE-wereldranglijst.
- In 1997 won Glek het Zeeland Schaaktoernooi in Vlissingen.
- In 1998 won hij het Open toernooi in Wenen.
- Hij was tweede op het Open toernooi van het Franse Cappelle-la-Grande in 1998.
- Glek won in 1999 het Open toernooi van Utrecht.
- In 2002 werd hij gedeeld winnaar van het Open toernooi in Zwolle.
- In 2002 was hij gedeeld tweede op het 9e Ordix Open, een rapidschaak-toernooi; Viktor Bologan was de winnaar.
- In augustus 2004 speelde Igor mee in het ROC-Aventus open Apeldoorn met 159 deelnemers. Hij eindigde samen met Vladimir Jepisjin op de eerste en tweede plaats, Friso Nijboer en Manuel Bosboom werden gedeeld derde.
- Op 1 oktober 2005 speelde hij in Vlaardingen mee in het toernooi om het open NK Rapidschaak. Hij eindigde met 6.5 uit 9 op de derde plaats.
- Op 21 september 2019 bracht Igor Glek met de score 6 pt. uit 7 het 41e Nico Dekker Chrysantentoernooi in Heerhugowaard op zijn naam.

Hij heeft aan veel getalenteerde jonge spelers training gegeven. Ook heeft hij veel over schaken geschreven. Onder meer droeg hij bij aan de serie over schaakopeningen in New In Chess (NIC) en aan de boekenserie Secrets Of Opening Surprises, met als hoofdredacteur Jeroen Bosch. Hij staat bekend om zijn uitgebreide en creatieve openingenrepertoire, waaronder ook diverse minder gangbare openingen. 
Veel van zijn tijd besteedt hij aan het organiseren van het schaken. Hij is medeoprichter van de ACP (Association of Chess Professionals) en werd in 2004 opgenomen in het bestuur. Tijdens 2005 en 2006 was hij technisch directeur van het Moskou Open Internationaal Schaakfestival, werd lid van het FIDE-comité voor jeugd- en junioractiviteiten en werd gekozen als voorzitter van de WLCT (World League of Chess Tournaments). 
Sinds 2010 draagt hij de titels FIDE Senior Trainer en International Organizer. Sinds 2015 is hij ook FIDE Arbiter. 

## Openingen
Als witspeler opent hij het vaakst met 1.e4 en met zwart geeft hij de voorkeur aan de Konings-Indische verdediging, de Franse verdediging en de  Hollandse verdediging. Een variant in de klassieke Konings-Indische opening, gekarakteriseerd door de zet 7... Pa6, is naar Glek genoemd. En in het vierpaardenspel wordt de voortzetting 1.e4 e5 2.Pf3 Pc6 3.Pc3 Pf6 4.g3 aangeduid als de Glek-variant. 

## Nationale teams
In 1997 was hij lid van het Russische team dat in Pula de zilveren medaille won op het Europees schaakkampioenschap voor landenteams.

## Schaakverenigingen
In de Nederlandse Meesterklasse speelde Glek tot 2001 voor het Bussums Schaakgenootschap (BSG) en van 2001 tot 2004 voor BIS Beamer Team. Het Russische kampioenschap voor verenigingen won hij in 1996 met Ladja Asow, later speelde hij in Rusland voor Norilski Nikel Norilsk, waarmee hij in 2001 de European Club Cup won, Termosteps Samara en de Moscow Chess Federation. In de Duitse bondscompetitie speelde Glek in seizoen 1990/91 voor Bielefelder SK, van 1991 tot 1997 voor SG Bochum 31 en sinds 2003 voor Sportfreunde Katernberg. In de Zwitserse competitie speelde hij van 2004 tot 2009 voor SK Mendrisio, waarmee hij in 2007 kampioen werd. In Frankrijk speelde hij tot 2009 voor Vandœuvre Echecs. In België speelt hij sinds 2003 voor KSK Rochade Eupen-Kelmis, waarmee hij elf keer deelnam aan de European Club Cup.